# Proctoporus sucullucu
Espèce
Proctoporus sucullucu est une espèce de sauriens de la famille des Gymnophthalmidae.

## Répartition
Cette espèce est endémique du Pérou. Elle se rencontre dans les régions de Cuzco et d'Apurímac entre 3 000 et 3 300 m d'altitude.

## Publication originale
- Doan & Castoe, 2003 : Using morphological and molecular evidence to infer species boundaries within Proctoporus bolivianus Werner (Squamata: Gymnopthalmidae). Herpetologica, vol. 59, no 3, p. 432–449 (texte intégral).